# 歐智勳
歐智勳 （英文：Steve O'Connor，1954年11月24日—），澳洲人，退休澳洲足球運動員，前澳洲國家足球隊隊員，於球員時代為中堅，掛靴後成為了足球教練，現任香港足球總會技術總監。

## 球會生涯
歐智勳於澳洲國家足球聯賽上陣達290場比賽。

## 國際賽生涯
歐智勳代表過澳洲國家足球隊上陣達44場比賽。

## 掛靴後
歐智勳於掛靴後於1990年至1994年年間擔任澳洲體育學院足球課程的助理教練，於1996年至2008年年間升任為主教練。此外，歐智勳亦曾經擔任澳洲21歲以下足球隊教練、悉尼足球會技術總監及青少年發展部主管。澳洲國腳如 維杜卡 (Mark Viduka)，基維爾 (Harry Kewell) 都是他的學生。
2012年4月17日，香港足球總會宣佈委任歐智勳為技術總監。5月12日早晨，歐智勳抵達香港；於同月14日於香港足球總會就任。